# Strukturationsteori
Inden for sociologien benyttes strukturationsteori, formuleret af sociologen Anthony Giddens, som en teoretisk ramme. Giddens har udviklet begrebet i et forsøg på at overvinde den klassiske dualitet i sociologien, dvs. spørgsmålet om forholdet mellem system og aktør. 

## Formulering
I The Constitution of Society sammentænker Giddens forholdet mellem det handlende individ og de samfundsmæssige institutioner og strukturer. Strukturationsteorien påpeger, at samfundsstrukturer både skal ses som midlet til og resultatet af individers handlinger. Selvom Anthony Giddens ikke selv skriver det i sine arbejder, er hans strukturationsteori præget af en struktur-agens dialektik, der søger at opløse essens-eksistens-dikotomien.[kilde mangler]
Giddens formulerer flg. definition af begrebet i The Constitution of Society: "Ifølge strukturationsteorien er samfundsvidenskabens grundlæggende forskningsfelt hverken den individuelle aktørs erfaring eller eksistensen af enhver form for samfundsmæssig totalitet, men derimod sociale praksiser ordnet på tværs af tid og rum."
Definitionen af den sociale praksis som et felt, hvor det bevidst, handlende og kyndige individ realiserer de strukturelle træk ved de sociale systemer, samtidig med, at systemet vedligeholdes gennem ekspertsystemers relativt uafhængige udvikling er yderst kompleks og ifølge kritikere vanskelig at påvise empirisk. Giddens anden pointe, at strukturationen bygger på aktørernes fundamentale tillid til ekspertsystemers virkemåde er tilsvarende omstridt.